# Semibugula
Semibugula is een geslacht van mosdiertjes uit de  familie van de Candidae. De wetenschappelijke naam ervan is in 1986 voor het eerst geldig gepubliceerd door Kluge.

## Soorten
- Semibugula birulai Kluge, 1929
- Semibugula elegantissima d'Hondt & Gordon, 1996
- Semibugula enigmatica Gordon, 1986
- Semibugula yezoensis (Mawatari, 1957)